# Saif al-Arab Gheddafi
Saif al-Arab Gheddafi (in arabo  سيف العرب القذافي‎?, Sayf al-ʿArab al-Qadhdhāfī; Tripoli, 21 luglio 1982 – Tripoli, 30 aprile 2011) è stato un militare libico, figlio sestogenito dell'ex dittatore libico Muʿammar Gheddafi e della seconda moglie di questi, Safiya Farkash.

## Biografia
Saif al-Arab (cioè "Spada degli Arabi") Gheddafi, considerato uno dei figli con il più basso profilo, aveva studiato alla Technische Universität di Monaco di Baviera.
Allo scoppiare della Guerra civile libica del 2011, il padre lo aveva messo a capo delle milizie che fronteggiavano gli insorti nella capitale libica. Ha trovato la morte il 30 aprile 2011 in un raid della NATO.